# Tornodoxa tholochorda
Tornodoxa tholochorda är en fjärilsart som beskrevs av Edward Meyrick 1921. Tornodoxa tholochorda ingår i släktet Tornodoxa och familjen stävmalar. Inga underarter finns listade i Catalogue of Life.